# Actinidia fanjingshanensis
Actinidia fanjingshanensis là một loài thực vật có hoa trong họ Dương đào. Loài này được S.D.Shi & Q.B.Wang mô tả khoa học đầu tiên năm 1994.